# ادوارد سیگا
ادوارد سیگا (انگلیسی: Edward Seaga؛ زادهٔ ۲۸ مهٔ ۱۹۳۰ – درگذشتهٔ ۲۸ مهٔ ۲۰۱۹) یک سیاست‌مدار اهل جامائیکا بود.
او از ۱ نوامبر ۱۹۸۰ تا ۱۰ فوریه ۱۹۸۹ نخست‌وزیر جامائیکا بود.
ادوارد سیگا در ۲۸ مه ۲۰۱۹، در تولد ۸۹ سالگی‌اش درگذشت.